# Гледич, Иоганн Готтлиб
Иоганн Готтлиб Гледич (нем. Johann Gottlieb Gleditsch, 5 февраля 1714 — 5 октября 1786) — немецкий ботаник, миколог, врач, доктор медицинских наук, профессор и лесовод.

## Биография
Иоганн Готтлиб Гледич родился в городе Лейпциге 5 февраля 1714 года.
Он был ботаником и лесоводом в Берлине. Гледич вёл переписку с выдающимся шведским учёным Карлом Линнеем. Эта переписка длилась с 21 марта 1739 года до 20 августа 1764 года. В 1746 году Гледич был профессором в клиническом комплексе Шарите.
Иоганн Готтлиб Гледич умер в городе Берлине 5 октября 1786 года.
Среди его учеников были Фридрих Август Людвиг фон Бургсдорф и Рейнгольд Беренс.

## Научная деятельность
Иоганн Готтлиб Гледич специализировался на папоротниковидных, на семенных растениях и на микологии.

## Избранные публикации
- Methodus fungorum exhibens genera, species et varietates cum charactere, differentia specifica, synonomis, solo, loco et observationibus, 1753 — mit aufschlussreichen Darstellungen verschiedener Pilze.
- Betrachtung über die Beschaffenheit des Bienenstandes in der Mark Brandenburg. Nebst einem Verzeichnisse von Gewächsen aus welchem die Bienen ihren Stoff zum Honig und Wachse einsammeln, Riga [u.a.] 1769.
- Systematische Einleitung in die neuere, aus ihren eigentümlichen physikalisch -ökonomischen Gründen hergeleitete Forstwissenschaft, 2 Bände, Berlin 1774 bis 1775.

## Почести
Карл Линней в честь Гледича назвал род растений Gleditsia (Гледичия) семейства Бобовые.